# Música livre

O símbolo de direitos autorais cruzado com uma nota musical no lado direito é o símbolo de música livre, significando a falta de restrições de direitos autorais sobre a música. Pode ser usado em resumo, ou aplicado a uma gravação de som ou composição musical.

Música Livre é uma filosofia onde, utilizando-se de alta tecnologia, a ideia de criar, adaptar, copiar e distribuir música precisa ser livre de restrições.
A Free Music Philosophy geralmente encoraja os criadores a liberar música usando qualquer idioma ou métodos que desejem. A Free Music Public License (FMPL) está disponível para aqueles que preferem uma abordagem formal. Algumas músicas gratuitas são licenciadas sob licenças que se destinam a software (como a GPL) ou outros escritos (o GFDL). Mas também há licenças especialmente para música e outras obras de arte, como a Open Audio License da EFF, a Open Music License da LinuxTag, a Free Art License e algumas das Licenças Creative Commons.

## Iniciativas
Há diversas iniciativas de Música Livre e de incentivo de bandas independentes. Abaixo estão algumas marcantes:
- TramaVirtual - site que hospeda bandas independentes, disponibiliza download de músicas, remunerando os artistas;
- Jamendo - site que disponibiliza álbuns inteiros de música livre
- Radiohead - Em 2007 lançou um álbum onde podia se comprar as faixas pela internet, escolhendo o preço que o ouvinte desejava pagar pela música (incluindo 0 libras)
- Creative Commons - amparo legal para iniciativas livres